# Ophelia (vệ tinh)
Ophelia là một vệ tinh tự nhiên của Sao Thiên Vương được tàu thăm dò Voyager 2 phát hiện vào ngày 20 tháng 1 năm 1986 và có tên tạm thời là S/1986 U 8. Người ta không gặp lại vệ tinh này cho đến khi nó được Kính viễn vọng Không gian Hubble tái phát hiện vào năm 2003. Ophelia được đặt theo tên con gái của Polonius trong vở kịch Hamlet của William Shakespeare. Nó còn có tên định danh là Uranus VII.
Ngoài những đặc điểm như quỹ đạo vệ tinh, bán kính dài 21 km và suất phản chiếu hình học là 0,08, chúng ta gần như không còn biết thêm gì về vệ tinh này. Theo ảnh chụp của tàu Voyager 2, Ophelia xuất hiện dưới dạng một vật thể thon dài, trục chính hướng về Sao Thiên Vương và tỷ lệ các trục là 0,7 ± 0,3.
Ophelia đóng vai trò là vệ tinh vành đai của Vành đai Sao Thiên Vương. Quỹ đạo của Ophelia nằm trong bán kính quỹ đạo đồng bộ của Sao Thiên Vương, vì vậy nó đang dần phân rã do lực thủy triều.